# Diana (cantora)
Ana Maria Siqueira Iório (Rio de Janeiro, 2 de junho de 1948 – Araruama, 21 de agosto de 2024), conhecida pelo nome artístico de Diana, ou ainda Dianah, foi uma cantora e compositora brasileira.
Começou a carreira durante a fase final da Jovem Guarda, em 1969. Gravou quatro compactos simples até 1972, quando obteve seu primeiro grande sucesso comercial com o lançamento do compacto de "Ainda Queima a Esperança", que figurou em sétimo lugar entre as 50 mais daquele ano, segundo o Nopem, órgão de pesquisa do mercado de discos. A partir dali, foi emplacando mais sucessos, entre os quais, "Uma Vez Mais", "Fatalidade", "Um Mundo Só pra Nós", "Estou Completamente Apaixonada", "Hoje Sonhei com Você" e "Porque Brigamos", este último o maior sucesso de sua carreira.
Ganhou de seu público e da mídia os apelidos de "A Voz que Emociona" e "A Cantora Apaixonada do Brasil", devido ao conteúdo apaixonado e melancólico de suas canções. Depois da grande popularidade vivenciada na década de 1970, a carreira musical da cantora entrou em declínio posteriormente, mas ainda assim seguiu na ativa, fazendo shows pelo interior do Brasil. 
Em 2010, Diana adotou uma nova grafia para seu nome artístico: "Dianah".

## Carreira
Diana iniciou sua carreira no final da década de 1960, seguindo os passos da Jovem Guarda, que dominava o cenário musical jovem na época.
Em 1969, gravou seu primeiro disco, um compacto simples, pela Caravelle, trazendo as canções "Menti pra Você" (Lado A) e "Sítio do Pica-Pau Amarelo" (Lado B), ambas de sua autoria, sendo a segunda em parceria com Carlinhos, um dos membros do grupo Renato e Seus Blue Caps e primo do guitarrista e líder do grupo, Renato Barros. "Menti pra Você", carro-chefe deste disco, ficou em primeiro lugar na Rádio Globo por mais de 40 semanas.[carece de fontes?] O sucesso de "Menti pra Você" lhe rendeu o convite de Evandro Ribeiro, então produtor da gravadora CBS, para fazer parte do catálogo de artistas da empresa, cobrindo a vaga deixada por Wanderléa.
Em 1970, gravou um compacto simples, pelo selo EPIC, com duas canções, intituladas "Não Chore Baby" e "Eu Gosto Dele". Diana passou, então, a ser produzida por Raul Seixas, que comporia em parceria com Mauro Motta algumas das baladas do repertório da cantora para seu LP de estreia, Diana. O produtor e compositor capixaba Rossini Pinto ficou encarregado de complementar as composições do álbum com versões de sucessos internacionais da época. Lançado em 1972, o LP teve êxito comercial, com destaque para as faixas "Porque Brigamos" e "Ainda Queima a Esperança".
Em 1974, Diana trocou de gravadora. Na Polydor, gravou três discos entre 1974 e 1976. Desta fase, resultam os sucessos "Foi Tudo Culpa do Amor", "Lero-Lero", "Sem Barulho" e "Uma Nova Vida", sendo esta última uma composição que Odair José fez para Rosemary. Curiosamente, na voz de Rosemary a canção não teve êxito porém, em 1975, gravada por Diana, foi sucesso no Brasil.
Em 1978, Diana gravou pela RCA seu último LP dos anos 1970, que contou com arranjos de Azymuth, Maurício Einhorn, Hélio Delmiro, Nivaldo Ornelas, José Roberto Bertrami e Oberdan Magalhães. Destaque nesse disco foi a faixa "Vida que Não Pára", composta por Odair José e gravada por ele em 1972.
Na década de 1980, Diana gravou alguns compactos e um LP, além de participar de um tributo ao cantor Evaldo Braga no disco Eu Ainda Amo Vocês, onde cantou em dueto com Evaldo a canção "Só Quero". Embora sua carreira artística tenha entrado em declínio durante essa década, Diana prosseguiu com shows, especialmente por cidades pequenas e médias do Brasil.
Em 1995, chegou a gravar um CD com músicas inéditas, mas como a carreira de Diana já não era mais a mesma, o CD foi pouco comercializado as únicas faixas que foram tocadas em Rádio/TV foram "Jogando Conversa Fora", "Eu Te Amo", "Ele" e "Por Te Querer Demais", sendo essa última a mais tocada do CD.

## Vida pessoal
Diana nasceu no bairro do Botafogo, filha de Regina Siqueira e Osvaldo Iório. Foi no bairro do Leblon, também no Rio, que Diana cresceu.
Foi casada com o cantor e compositor Odair José, o qual conheceu no final da década de 1960, quando os dois ainda iniciavam a carreira artística. O casamento oficial foi em 1973, mas durou pouco e se encerrou de maneira conturbada - ocupando as páginas dos jornais entre 1974 e 1975 devido a violentas brigas.
Em 1976, nasceu a filha do casal, Clarice. A união de Odair e Diana terminou definitivamente em 1981; entrevistado por um blog, Odair José declarou que, segundo o advogado Paulo Lins e Silva, eles foram o quarto casal a obter o divórcio no Brasil.
A cantora veio a falecer nas primeiras horas de 21 de agosto de 2024, ela foi encontrada inconsciente pelo filho e encaminhada de Araruama, aonde vivia, no interior do Rio de Janeiro, até a UPA do município vizinho de Iguaba Grande, mas já sem vida, a suspeita é que ela tenha sofrido um ataque cardíaco.

## Discografia
- 1969 - Compacto Simples (Caravelle)
- 1970 - Compacto Simples (Epic)
- 1971 - Compacto Simples (CBS)
- 1971 - LP As 14 mais nº25 - faixas 3 e 12 (CBS)
- 1972 - Compacto Simples (CBS)
- 1972 - LP As 14 mais nº26 - faixas 4 e 6 (CBS)
- 1972 - Compacto duplo (CBS)
- 1972 - LP Diana (CBS)
- 1973 - Compacto Simples (CBS)
- 1973 - Compacto Simples (CBS)
- 1973 - LP As 14 mais nº27 - faixa 2 (CBS)
- 1973 - Compacto duplo - Porque brigamos (CBS)
- 1973 - LP Uma Vez Mais (CBS)
- 1973 - LP O melhor de Diana (CBS)
- 1974 - LP Você Prometeu Voltar (Polydor)
- 1974 - Compacto duplo - do LP Uma vez mais (CBS)
- 1975 - Compacto duplo - do LP Você prometeu voltar (Polydor)
- 1975 - Compacto duplo - Agora que sou livre (CBS)
- 1975 - LP Uma Nova Vida (Polydor)
- 1976 - LP Sem Barulho (Polydor)
- 1976 - Compacto duplo - do LP Uma nova vida (Polydor)
- 1977 - Compacto simples (RCA)
- 1978 - LP Flor Selvagem (RCA)
- 1979 - Compacto Simples (Kelo music)
- 1981 - Compacto Duplo (Continental)
- 1983 - Compacto Duplo (Copacabana)
- 1986 - LP Reencontro - Diana & Odair (Polyfar)
- 1987 - LP Eu Ainda Amo Vocês (Polydor) (cantou com Evaldo Braga a canção Só Quero)
- 1989 - Pra Sempre (Somarj)
- 1995 - Diana (Maurício Produções)
- 1999 - A Discoteca do Chacrinha (Universal Music) (Regravou a canção Ainda Queima a Esperança)
- 2000 - Diana Ao Vivo (GEMA)

### Trilha sonora
- A canção "Tudo Que Tenho" (uma versão de Rossini Pinto para "Everything I Own", do grupo Bread), de 1972, tomou parte da trilha sonora do filme O Céu de Suely, de Karim Aïnouz.